# Palma
|  | Aquest article tracta sobre la Ciutat de Mallorca. Vegeu-ne altres significats a «Palma (desambiguació)». |

Palma o Ciutat de Mallorca, antigament Mallorca, i col·loquialment només Ciutat, és un municipi i la capital de l'illa de Mallorca. Administrativament, és també la capital de les Illes Balears.
El seu terme té una superfície de 208,63 km² que s'estenen entre la Serra de na Burguesa, el Prat de Sant Jordi i els peus de la Serra de Tramuntana. La ciutat està situada al centre de la badia de Palma, a uns tretze metres d'altura sobre el nivell del mar. Diversos torrents la travessen, com el de la Riera o el Torrent Gros, tot desembocant a la Mediterrània.
Amb 409.578 habitants segons les xifres oficials de l'INE amb data 1r de gener de 2018, Palma és la vuitena ciutat d'Espanya per població, la tercera dels territoris de parla catalana i la primera de Mallorca.
Va ser fundada amb el nom de Palma, pel cònsol romà Quint Cecili Metel Baleàric, poc més tard de l'any 123 aC. Més de cinc segles més tard, el 455 fou conquerida pels vàndals i pels romans d'Orient el 534, que van abandonar l'illa abans que la conquerissin els àrabs el 903, els quals l'anomenaren Mayurqa. Finalment va ser conquerida pel rei Jaume I el 31 de desembre de 1229, i així esdevingué la pròspera ciutat de Mallorca, ciutat mestra del seu propi regne, que va decaure després de la incorporació a la Corona d'Aragó el 1279. Arran de l'entrada en vigor dels Decrets de Nova Planta el 1715, tot el conjunt de l'ordenança municipal va deixar de ser escrit en català i la ciutat va recuperar el seu topònim romà, Palma.
Al segle xx va conèixer una explosió del turisme des de les dècades de 1960 i 1970. Actualment constitueix un notable centre econòmic i cultural a nivell insular i autonòmic.

## Denominació
Quan Quint Cecili Metel va fundar la ciutat, l'anomenà Palma, que vol dir «fulla de palmera», o bé traslladat de l'ager Palmensis de la regió del Picè. Durant el període islàmic, la ciutat va perdre el nom romà i fou anomenada Mayurqa, com l'illa, pel fet que era el sol nucli de població. Després de la Conquesta, es traduí el sistema de denominació àrab, i tant la ciutat com l'illa foren anomenades Mallorca (de vegades usat en plural, Mallorques); per diferenciar-les, quan feia falta, hom les solia precedir amb els mots ciutat, illa o regne. En qualsevol cas, el dit substantiu ciutat no formava part del topònim, ans n'era un simple especificador.
Amb el Decret de Nova Planta (1715), es recuperà oficialment el nom romà de Palma, que baldament ja havia estat ressuscitat per erudits i historiadors del segle xvi; el nou topònim es mantingué al segle xix, i la nova província espanyola prengué aquest mateix nom. Amb el temps, l'administració estatal hi començà a afegir la determinació de Mallorca per evitar confusions amb l'illa canària de la Palma i la ciutat de las Palmas; i esdevengué Palma de Mallorca, tot i que no arribà a assolir l'oficialitat.
Aquest afegitó generà rebuig a la societat mallorquina, per tal com pensaven que era un ús forà i iŀlegítim. Així, després d'un seguit de lleis i decrets que feien i desfeien, finalment el nom ha romàs en Palma, el sol nom oficial. No obstant això, també destaca un ús popular mai no reflectit en àmbits formals d'anomenar-la simplement Ciutat, pel fet que, en l'imaginari dels mallorquins, és la sola ciutat de l'illa. No obstant això, no es tracta pròpiament d'un topònim, ans d'una simple extensió del nom comú ciutat, de la mateixa manera que els eivissencs i les eivissenques parlen de Vila per referir-se a llur capital, o talment com qualsevol persona diu anar a ciutat quan al context hi escau.
El terme municipal de Palma té una superfície de 21.355,844 hectàrees; i limita amb els termes de Calvià, Puigpunyent, Esporles, Valldemossa, Bunyola, Marratxí, Santa Eugènia, Santa Maria del Camí, Algaida, Imperial, Rodona, Foradada, Plana, Pobra i altres illots menors.

Panoràmica de Palma del castell de Bellver estant

### Nuclis de població
Aquests són els nuclis de població presents a Palma:
| Entitat de població   | Habitants (2014) |
| --------------------- | ---------------- |
| Aranjassa, l'         | 1.032            |
| Can Pastilla          | 5.103            |
| Casa Blanca, la       | 1.355            |
| Coll d'en Rabassa, el | 10.652           |
| Creu Vermella, sa     | 9.397            |
| Establiments          | 2.799            |
| Gènova                | 3.990            |
| Indioteria, la        | 4.974            |
| Palma                 | 297.547          |
| Pil·larí, el          | 1.897            |
| Sant Agustí           | 14.536           |
| Sant Jordi            | 2.730            |
| Secar de la Real, el  | 5.394            |
| Son Sant Joan         | 120              |
| Son Sardina           | 2.818            |
| Vileta, la            | 23.206           |
| Platja de Palma       | 11.543           |
| Font: Idescat         |                  |

El 2023, Palma tenia una població empadronada de 423.350 habitants. L'àrea metropolitana (Palma i voltants) tenia, un any abans, 517.285 habitants (2007).

### Districtes
A causa de l'aplicació de la Llei de grans ciutats, a partir de març de 2005 Palma està dividida en cinc districtes, regits per un regidor, popularment anomenat batle de barri. Cada un d'aquests districtes té una oficina de districte, des de la qual la ciutadania pot fer qualsevol mena de gestió amb el govern municipal. D'aquesta manera, hom ha aconseguit descentralitzar el govern municipal. Els districtes són els següents: Nord, Centre, Ponent, Llevant i Platja de Palma.

### Barris
Vegeu la llista de barris de Palma

### Clima
Palma gaudeix de clima mediterrani, amb una temperatura mitjana anual de 17 °C, i amb una mitjana anual de precipitacions de 460 l/m².
| Paràmetres                | I    | II   | III  | IV   | V    | VI   | VII  | VIII | IX   | X    | XI   | XII  | Anual |
| Temperatures mitjanes, °С | 10,3 | 10,8 | 12,3 | 14,5 | 17,8 | 21,6 | 24,7 | 25,0 | 22,9 | 18,7 | 14,4 | 11,3 | 17,0  |
| Pluja, mm                 | 39,4 | 34,6 | 37,3 | 34,7 | 34,4 | 19,9 | 8,2  | 17,7 | 51,8 | 76,5 | 53,5 | 54,4 | 461,6 |
| ------------------------- | ---- | ---- | ---- | ---- | ---- | ---- | ---- | ---- | ---- | ---- | ---- | ---- | ----- |

- Font: Worldclimate.com, estació meteorològica de l'aeroport de Son Sant Joan a 4 m d'altitud.

## Política i govern

### Composició de la Corporació Municipal
El Ple de la Batlia està format per 29 regidors. A les eleccions municipals de 2019, el Partit Socialista de les Illes Balears (PSIB-PSOE) obtengué 9 regidors, el Partit Popular (PP) n'obtengué 6, Vox Baleares (Vox-Actúa Baleares) 4, Ciutadans - Partit de la Ciutadania (Cs) 4, Unides Podem (Podemos-EUIB) 3 i Més per Palma-Estimam Palma (Més-Apib) 3.
| Eleccions municipals de 26 de maig de 2019 - Palma |                                        |                                     |                                     |          |          |          |
| Candidatura | Candidatura                            | Candidatura                         | Cap de llista                       | Vots     | Vots     | Regidors |
| | Partit Socialista de les Illes Balears |                                     | José Francisco Hila Vargas          | 38.564   | 26,46%   | 9 (+3)   |
| | Partit Popular                         |                                     | Mateu Isern Estela                  | 27.084   | 18,58%   | 6 (-3)   |
| | Vox                                    |                                     | Fulgencio Coll Bucher               | 19.111   | 13,11%   | 4 (+4)   |
| | Ciutadans - Partit de la Ciutadania    |                                     | Eva Maria Pomar Juan                | 18.003   | 12,35%   | 4 ()     |
| | Unides Podem                           |                                     | Alberto Jarabo Vicente              | 15.623   | 10,72%   | 3 (-2)   |
| | Més per Palma-Estimam Palma            |                                     | Antoni Noguera Ortega               | 15.287   | 10,49%   | 3 (-2)   |
| | Altres candidatures                    |                                     |                                     | 11.048   | 7,58%    | 0        |
| | Vots en blanc                          |                                     |                                     | 1.037    | 0,71%    |          |
| Total vots vàlids i regidors | Total vots vàlids i regidors           | Total vots vàlids i regidors        | Total vots vàlids i regidors        | 145.757  | 100 %    | 29       |
| | Vots nuls                              | Vots nuls                           | Vots nuls                           | 926      | 0,63%    |          |
| Participació (vots vàlids més nuls) | Participació (vots vàlids més nuls)    | Participació (vots vàlids més nuls) | Participació (vots vàlids més nuls) | 146.683  | 50,26%** |          |
| Abstenció | Abstenció                              | Abstenció                           | Abstenció                           | 145.183* | 49,74%** |          |
| Total cens electoral | Total cens electoral                   | Total cens electoral                | Total cens electoral                | 292.899* | 100 %**  |          |
| Batle: José Francisco Hila Vargas (PSIB) (13/06/2015) Per majoria absoluta dels vots dels regidors (15 vots: 9 de PSIB, 3 d'Unides Podem i 3 de Més-Apib)     |                                        |                                     |                                     |          |          |          |
| Fonts: Ministeri de l'Interior. Junta Electoral de la Zona de Palma. Periòdic Ara. (* No són vots sinó electors. ** Percentatge respecte del cens electoral.) |                                        |                                     |                                     |          |          |          |

### Batles
Vegeu també: Llista de batles de Palma.
De 2019 ençà, el batle de Palma torna a ser José Francisco Hila Vargas, qui ja va ser-lo el 2015.
| Període     | Batle o batlessa                                 | Partit polític | Data de possessió     | Observacions    |
| ----------- | ------------------------------------------------ | -------------- | --------------------- | --------------- |
| 1979–1983   | Ramon Aguiló Munar                               | PSIB-PSOE      | 19/04/1979            | --              |
| 1983–1987   | Ramon Aguiló Munar                               | PSIB-PSOE      | 28/05/1983            | --              |
| 1987–1991   | Ramon Aguiló Munar                               | PSIB-PSOE      | 30/06/1987            | --              |
| 1991–1995   | Joan Fageda Aubert                               | PP             | 15/06/1991            | --              |
| 1995–1999   | Joan Fageda Aubert                               | PP             | 17/06/1995            | --              |
| 1999–2003   | Joan Fageda Aubert                               | PP             | 03/07/1999            | --              |
| 2003–2007   | Catalina Cirer Adrover                           | PP             | 14/06/2003            | --              |
| 2007–2011   | Aina Calvo Sastre                                | PSIB-PSOE      | 16/06/2007            | --              |
| 2011–2015   | Mateu Isern Estela                               | PP             | 11/06/2011            | --              |
| 2015–2019   | José Francisco Hila Vargas Antoni Noguera Ortega | PSIB-PSOE MÉS  | 13/06/2015 30/06/2017 | Pacte de govern |
| 2019-2023   | José Francisco Hila Vargas                       | PSIB-PSOE      | 15/06/2019            | --              |
| Des de 2023 | Jaime Martínez Llabrés                           | PP             | 17/06/2023            | --              |

## Història

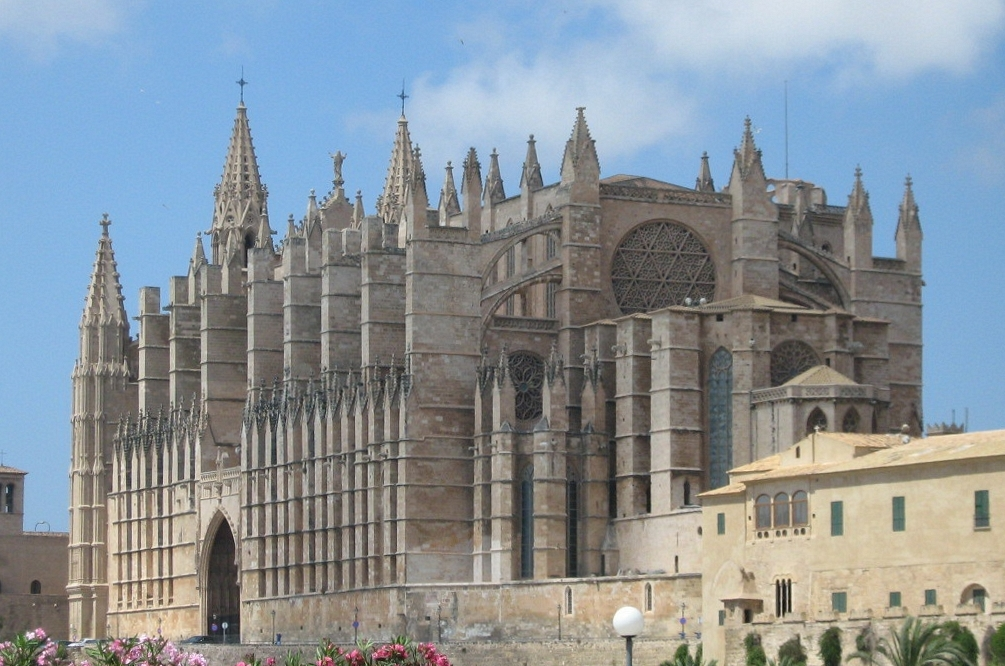
Catedral de Mallorca

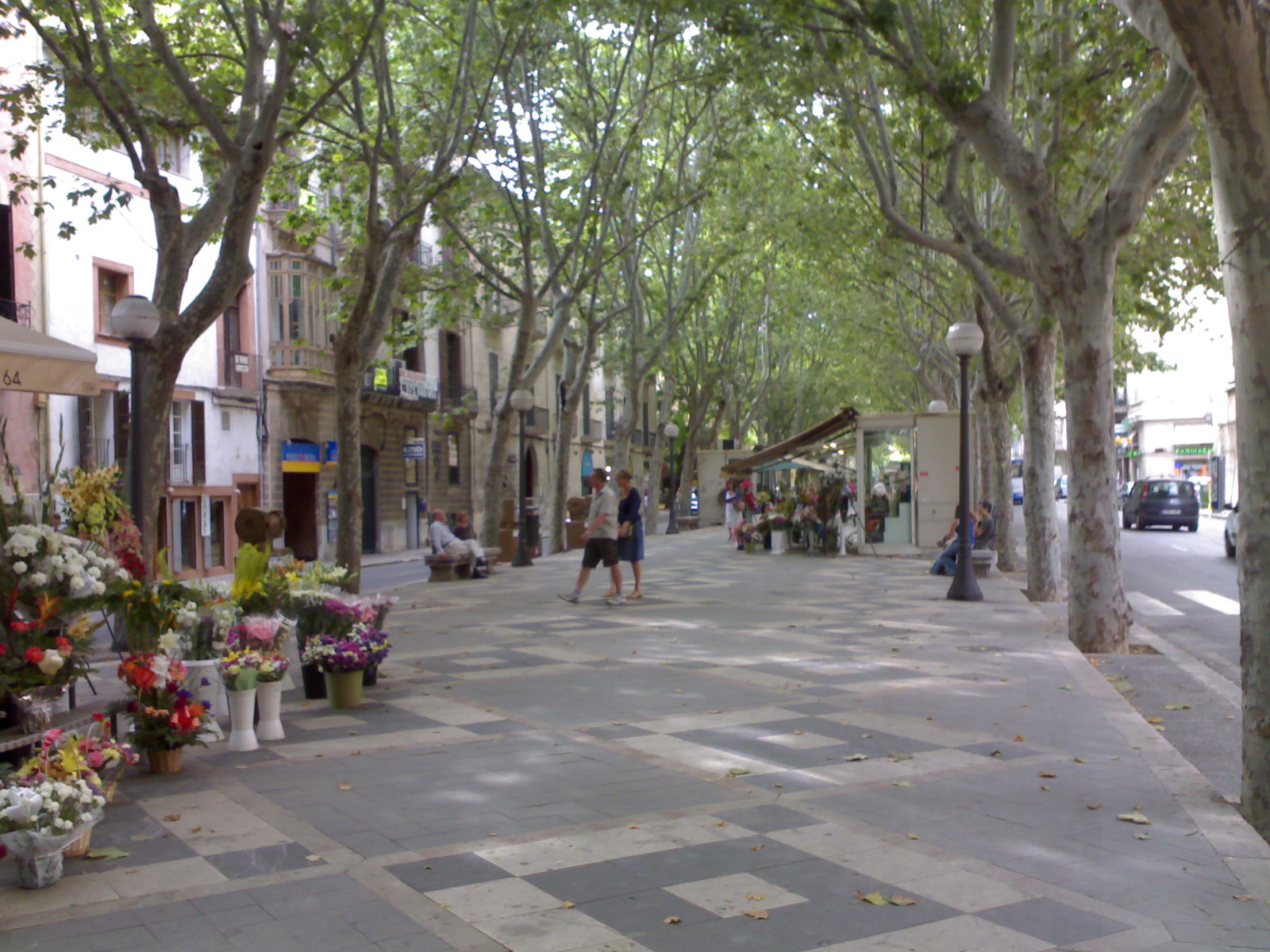
La Rambla de Palma és un dels llocs més transitats tant pels turistes com pels mateixos ciutadans.

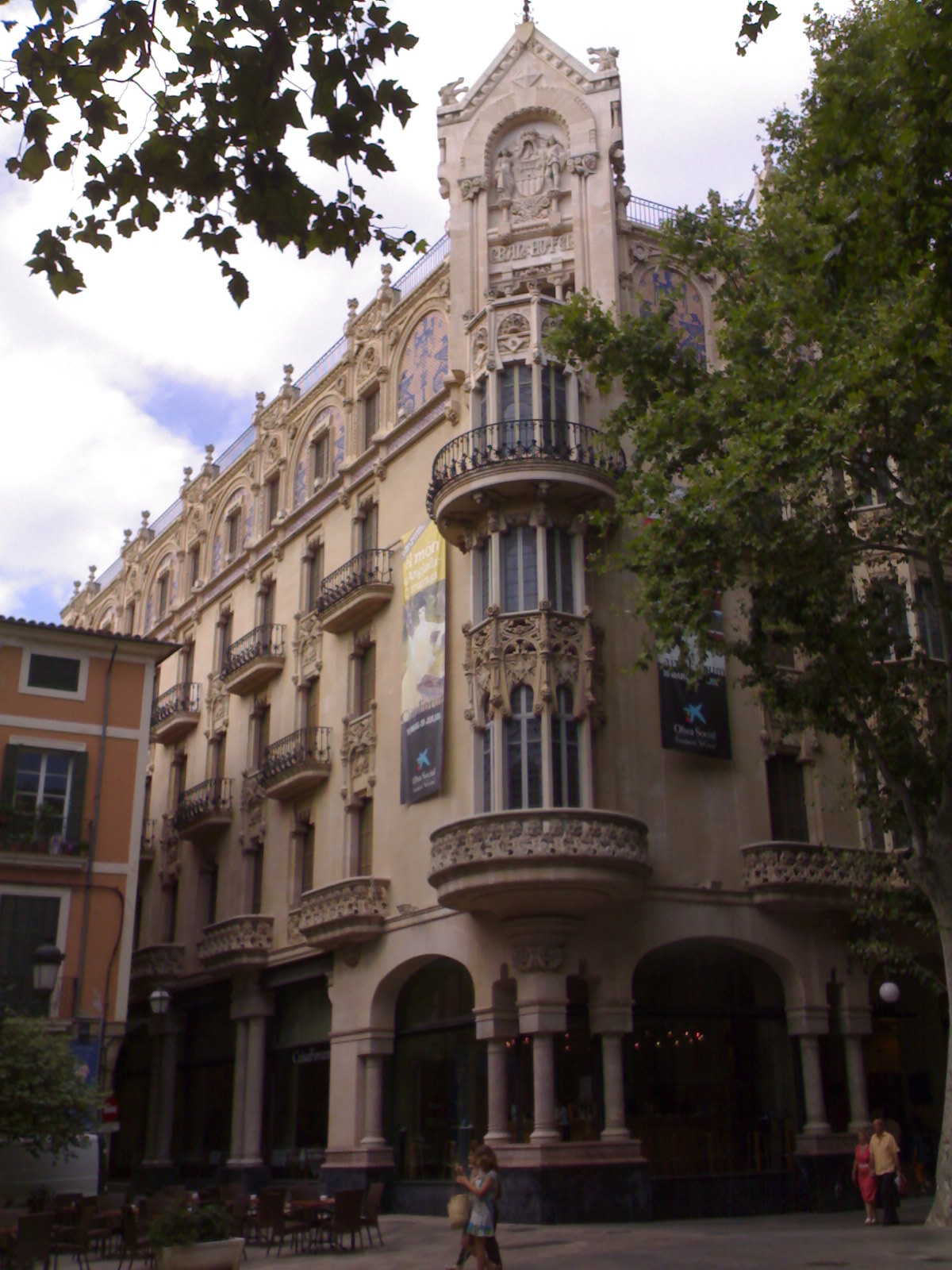
El Grand Hotel de Palma, edifici d'estil modernista, és ara seu de la Fundació La Caixa.

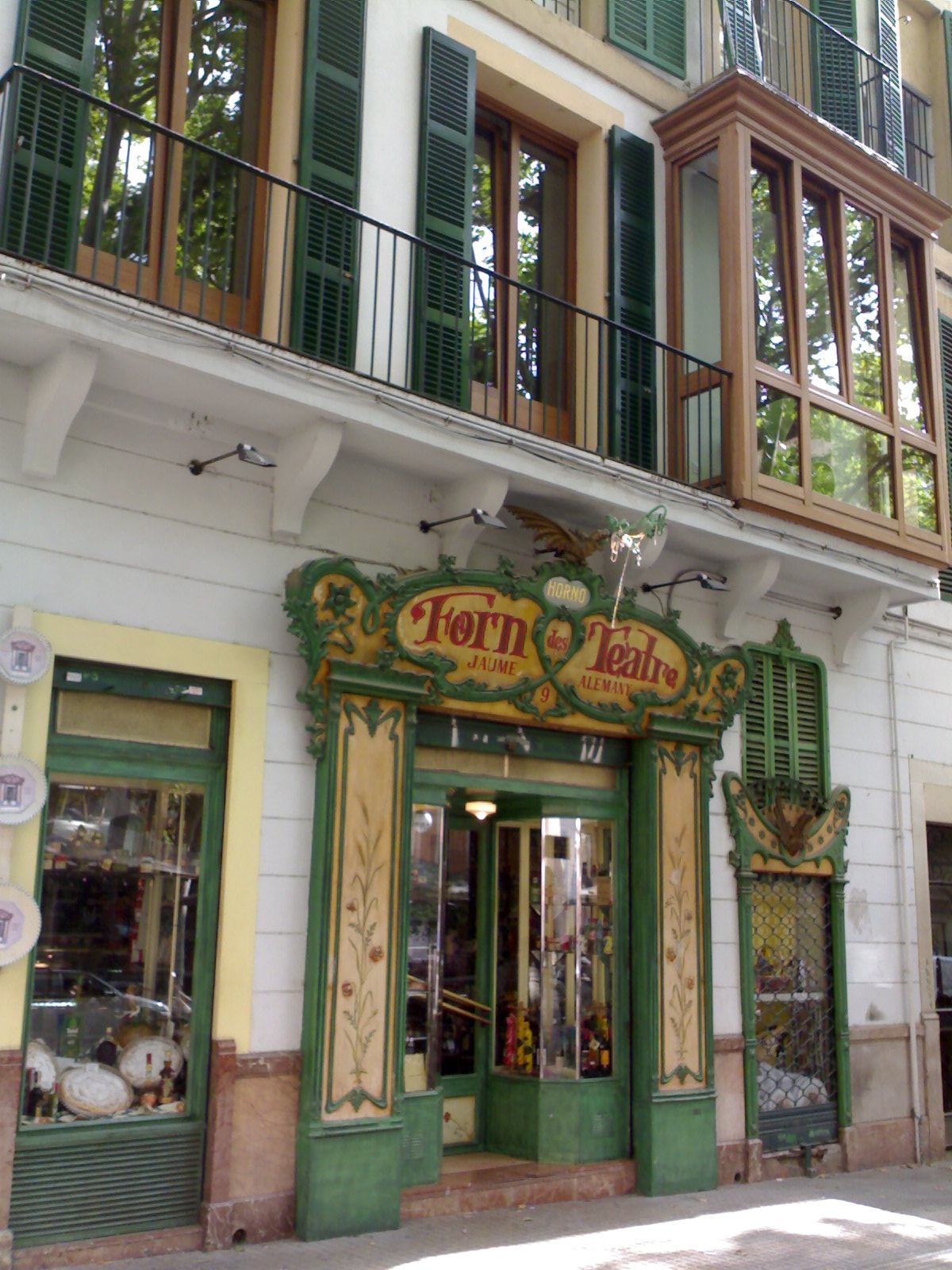
Façana del Forn d'Es Teatre, la pastisseria més antiga de Palma.

### La Palma romana i tardoantiga
Tot i que les fonts apunten que Palma va ser fundada immediatament després de la conquesta, el 123 aC, l'arqueologia ha demostrat que les primeres estructures de la ciutat daten de la primera meitat del segle i aC, de manera que hom hipotetitza que en un primer moment hauria sigut simple campament i anys més tard es refundaria la ciutat. Extrapolant les dades que hom té de la germana Pol·lència, hom pensa que al lloc on es fundà la ciutat hi podia haver un assentament indígena, però es tracta d'una hipòtesi sense proves que la recolzin. Per altra banda, a la zona de Son Espases s'ha localitzat un campament romà del segle ii aC; això ha estat interpretat com un primer assentament militar previ a la fundació de la ciutat.
Ben igual que Pol·lència, hom pensa que Palma hauria estat fundada en un primer moment el segle ii aC, probablement com a colònia de dret llatí, entre els quals hi podia haver ciutadans romans. Una hipòtesi versemblant seria que els colons provendrien del Picè i que prengué el nom de Palma per l'ager Palmensis, del qual la localitat picena de Torre di Palme pot ser un vestigi. Després de la Guerra Social o de les Guerres Sertorianes, Palma hauria passat a ser municipi de dret romà, tal com indiquen les fonts escrites, ja d'època imperial. De fet, una primera fundació el segle ii aC amb poca incidència sobre el territori i una refundació com a municipi de dret romà a mitjan segle i aC encaixa amb les proves arqueològiques, que documenten la primera activitat entorn d'aquesta segona etapa. Les fonts epigràfiques indiquen que la major part dels colons pertanyien a la tribu Velina, a la qual pertanyien la major part de poblacions del Picè.
Pel que fa a la trama urbana, amb tota seguretat la Palma romana se situava a l'actual barri de l'Almudaina. El recinte murari anava del Palau de l'Almudaina al Palau del Bisbe i de Cort al Mirador, mentre que el fòrum era probablement als quatre cantons que formen els carrers de Sant Roc i de l'Estudi General, el cardo i el decumanus respectivament. Els camins que sortien de la ciutat eren els següents: cap a ponent, el que s'alineava amb l'actual carrer dels Apuntadors i carrer de Sant Magí; cap al nord, el que s'alineava amb el carrer dels Bastaixos i es bifurca en els carrers de Sant Miquel i del Sindicat, que condueixen a les carreteres de Sóller i Inca, la qual portava a Pol·lència; i cap a llevant, un que s'alineava amb el carrer del Sol i un altre que s'alineava amb el carrer de Sant Alonso.
L'existència del teatre romà de Palma ha estat debatuda pels historiadors; actualment, hom pensa que es trobaria a l'illa de cases que es troba a llevant de la plaça de les Tortugues. En aquest cas, hauria sigut un teatre adjacent al port de Palma, el qual es trobava a la cala que formava antigament el torrent de la Riera i que arribava fins a l'actual Teatre Principal. No obstant això, sembla que Portopí també feia la funció de port auxiliar.
Tot i la pobresa de les troballes i la decadència dels centres urbans després de la crisi del segle iii, es documenta activitat en el sòl durant les èpoques baiximperial, vàndala i romana d'Orient, per bé que sembla que en el moment de la conquesta islàmica la ciutat estava molt poc poblada. En qualsevol cas, entre el període tardoantic i el període islàmic hi hagué una continuïtat poblacional.
Durant l'Antiguitat Tardana, la rival Pol·lència caigué en decadència i Palma romangué la sola ciutat i nucli urbà de l'illa. Com a resultat d'això i del fet de ser la sola població de Mallorca, la ciutat i l'illa s'identificaren com una mateixa cosa i la ciutat prengué el mateix nom que l'illa, de manera que el topònim Palma s'oblidà. No obstant això, sembla que es conservava parcialment, si més no si el documentat topònim Palma Alta del Repartiment, referit a unes terres al nord de Son Sardina, efectivament està relacionat amb el nom de la Palma romana.

### La Mayurqa islàmica
Mallorca caigué a mans islàmiques el 903, que anomenaren la ciutat Mayûrqa (com l'illa) i li donaren l'estatus de madîna.
El 1115 fou saquejada i després abandonada per l'expedició comandada per Ramon Berenguer III el Gran, comte de Barcelona i de Provença, que aplegà sobretot expedicionaris de Catalunya, Pisa i altres ciutats italianes, Provença, Còrsega i Sardenya contra la pirateria almoràvit. D'aquesta expedició s'han trobat restes també a l'avinguda Antoni Maura.

### La capital del Regne
El 1229 fou conquerida pel rei en Jaume, que l'anomenà Mallorca, la mantingué com a capital del nou Regne de Mallorca i li atorgà una municipalitat que abraçava tota l'illa (per això el seu òrgan de govern s'anomenà Universitat de la Ciutat i Regne de Mallorca).
Arran d'aquesta conquesta, la població musulmana va ser foragitada i la ciutat fou repoblada principalment per catalans i, en petites quantitats, per colons provinents de diversos punts de la Mediterrània. La drassana musulmana fou assignada a l'Orde del Temple.
A partir de la mort de Jaume I, Palma compartí la capitalitat del Regne de Mallorca amb Perpinyà. Aleshores, el primer rei de la Corona de Mallorca, Jaume II de Mallorca, promogué alguns dels principals monuments, com el castell de Bellver, les esglésies conventuals de Santa Clara, Sant Francesc i Sant Domingo (aquesta desapareguda), reformà el palau de l'Almudaina i començà la seu de Mallorca.
L'especial distribució de la ciutat, travessada per una riera, i creuada per diversos ponts, i navegable fins ben endins durant gran part de la història, donà lloc, ja a l'època musulmana, a la Vila de Dalt i la Vila d'Avall (precedents de Canamunt i Canavall) com a nuclis de població situats a cadascuna de les voreres de la riera. Aquesta riera sortí de mare diverses vegades durant la història, amb la qual cosa provocà milers de morts. Els sediments del darrer tram navegable de la riera haurien aportat molta informació, però s'han perdut a l'avinguda Antoni Maura.
La privilegiada situació geogràfica va permetre a Palma un intens comerç sobretot amb Catalunya i el País Valencià, però també amb Provença, els pobles del Magrib, els ducats i ciutats estat italians i els dominis del Gran Turc, que van propiciar una edat d'or de la ciutat. A la Llotja, un dels principals monuments de la ciutat, l'actual obra de Guillem Sagrera, s'hi feia un actiu mercat de contractació i el Consolat de Mar vetllava pel respecte de la legalitat en el comerç marítim.
El 2 d'agost de 1391 la població cristiana en saqueja el call jueu, l'endemà de l'atac del d'Inca.
A principi del segle xvi, la revolta de les Germanies i els freqüents atacs dels pirates turcs i magrebins van provocar una reducció de les activitats comercials i importants despeses de fortificació. A conseqüència d'això, la ciutat entrà en una època de decadència que s'allargà fins a les acaballes del segle xvii. Mentrestant, la riera fou treta de la ciutat al vall de ponent, es construí el bastió poligonal del Moll i la murada renaixentista substituí la medieval al costat de terra. També es construí un col·lector per l'antic llit de la riera, anterior al de moltes ciutats continentals, destruït al jaciment d'Antoni Maura, com les restes del bastió del Moll.
El segle xvii es caracteritzà per les banderies i els bandolers i la ciutat romangué dividida en els bàndols anomenats Canamunt i Canavall, amb greus repercussions socials i econòmiques. El port de la ciutat tingué una revifalla a la segona meitat del segle amb l'expansió del corsarisme balear. El darrer quart del segle es produí a la ciutat un agreujament de la persecució per la Inquisició dels descendents dels jueus conversos, anomenats xuetes.
Al segle xviii, la derrota de la Corona d'Aragó en la Guerra de Successió, o d'Ocupació, es plasmà en l'ocupació militar per unitats i autoritats militars castellanes i en el Decret de Nova Planta de Felip V (1715). Aquest decret modificà el règim de govern de l'illa i el separà del govern municipal de Palma. Aleshores la ciutat es tornà a denominar oficialment Palma i, al darrer quart del segle xix, es generalitzà, només per escrit, el nom de Palma de Mallorca en castellà. En el segle xviii Carles III va liberalitzar el comerç amb Amèrica i el que va fer créixer l'activitat comercial i portuària de la ciutat.
Al començament del segle xix, Palma esdevingué refugi d'un gran nombre d'exiliats de l'ocupació napoleònica de Catalunya i el País Valencià; en aquest període hi florí la llibertat d'expressió fins a la restauració absolutista. Amb la creació de l'estat-nació espanyol, Palma esdevé (1833) la capital de la nova província de les Balears. L'ocupació francesa d'Algèria al segle xix va posar fi al perill dels atacs magribins a Mallorca, la qual cosa afavorí l'expansió de les línies marítimes i navilieres i, per tant, el creixement econòmic de la ciutat, que es va veure demogràficament ampliada amb el naixement de nous nuclis de població. En aquest context, durant el segle xix i xx fou objecte, com la major part de ciutats del moment, d'un lent procés d'esponjament i destrucció del traçat medieval, a les zones de la Barreteria, Jaume III, la plaça Major, la zona de l'Olivar i, més recentment, al barri de la Gerreria. Malgrat una minoria liberal, la ciutat quedava marcada per un conservadorisme catòlic, fre a qualsevol obertura a la modernització. Iniciatives avantguardistes, com ara l'Institut d'Estudis Superiors per a la Dona (1915-1917), no van poder resistir a l'antimodernisme promogut pel bisbe Pere Joan Campins (1859-1915), amb un ampli support del govern i dels cacics.
A la segona meitat del segle xx, el turisme de masses canvià radicalment la fesomia de la ciutat i de tota l'illa, la transformà en un centre d'atracció de visitants i atragué una important immigració d'altres zones de l'estat cap al sector de serveis i de la construcció; i tot plegat produí una gran transformació en els costums, en el mapa sociolingüístic, en l'urbanisme i en el nivell de vida.
A partir de l'esclat del turisme de masses, el creixement a les Balears fou absolutament espectacular i va tenir repercussions enormes en la immigració: dels 500.000 visitants que rebé Mallorca l'any 1960, passà a més de 6.739.700 l'any 1997, amb un moviment de viatgers a l'aeroport de Son Sant Joan de Palma el 2001 de 19.207.045 persones; i d'1.410.709 persones per vies marítimes.
En el canvi de segle, les reformes urbanístiques, en l'anomenat Pla Mirall, i la inversió pública en obres públiques, atragueren una important immigració de fora de la Unió Europea, africana i, sobretot, centre- i sud-americana, aquesta afavorida per les autoritats. Aquests canvis demogràfics feren palesa la insuficiència del finançament per a mantenir les despeses socials, i provocaren una davallada de la renda per capita a la ciutat.

## Transports

### Aire
La ciutat compta amb un aeroport civil de passatgers situat a uns 5 km a l'est del centre, l'Aeroport de Son Sant Joan, i també amb una base militar. Es tracta del primer aeroport de les Illes en nombre de passatgers i el segon dels Països Catalans, només per darrere del de Barcelona. Aquest aeroport té connexions regulars amb altres aeroports insulars (Eivissa i Maó) així com amb ciutats continentals com ara Barcelona, Madrid i diverses d'Alemanya. Igualment un bon nombre de vols xàrter cap a ciutats europees operen a Palma, especialment amb destí al Regne Unit i Alemanya.
Per a vols privats amb avioneta, resta operatiu l'antic aeroport de passatgers, l'Aeroport de Son Bonet, al municipi de Marratxí.

### Mar
El Port de Palma és el port més important de les Illes Balears. Actualment cobreix una extensa línia de costa compresa entre el Moll vell (enfront del Parc de Mar) i el Dic de l'oest (vora el barri de Portopí). Fan ús del port tant embarcacions de mercaderies, com de pescadors, com d'esbarjo, com de transport de passatgers, com militars. Concretament, hi ha dues estacions marítimes en servei al Moll de Peraires. Des d'allà operen els vaixells regulars de passatgers amb destí a Barcelona, València, Eivissa i Maó.
La demanda del Port de Palma com a lloc d'atracament de creuers de plaer ha augmentat els darrers anys. Aquesta classe de vaixells solen amarrar al Dic de l'oest, on hi ha una tercera estació marítima.

### Carretera
Els grans eixos viaris de Mallorca conflueixen a la ciutat. Aquests darrers anys s'ha fet un gran esforç per millorar els accessos per carretera, tradicionalment col·lapsats a les hores punta. A més, el 1990 es creà la Via de Cintura, autopista de circumval·lació que desvia el trànsit fora del nucli urbà. Actualment, es consider la construcció d'un segon cinturó que voltegi la ciutat de Palma, encara que hi ha una forta oposició social que hi veu interessos especulatius immobiliaris.
Les línies regulars d'autobusos amb destinació a tots els pobles de Mallorca són operades per companyies privades d'adjudicació pública a través del TIB (Transports de les Illes Balears). Totes operen de l'Estació Intermodal Plaça d'Espanya.

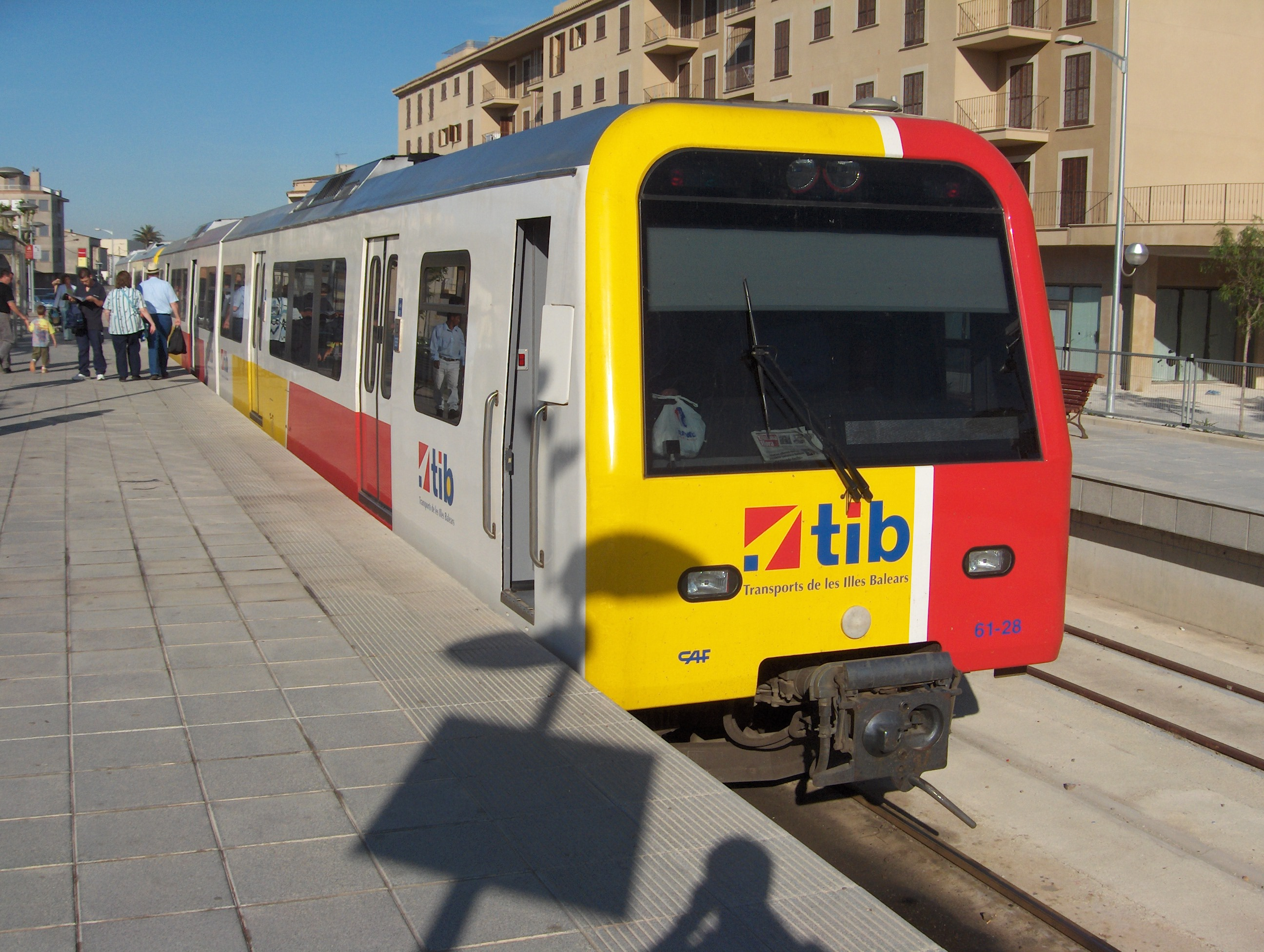
Els darrers anys Palma s'ha dotat d'una important xarxa ferroviària: estació intermodal, tren soterrat, metro…

### Ferrocarril
Palma té dues estacions terminals de ferrocarril, operades per dues companyies diferents, i ambdues situades a la plaça d'Espanya.

#### SFM
Article principal: Serveis Ferroviaris de Mallorca
Els trens amb destinació a Inca, Sa Pobla i Manacor operen des de l'Estació Intermodal. Les línies són operades per la companyia pública SFM (Serveis Ferroviaris de Mallorca). L'estació, inaugurada al dia 1 de març del 2007, coincidint amb el dia de les Illes Balears, és el punt de sortida de les línies de tren dels SFM, dels autobusos interurbans i del Metro de Palma.

#### Ferrocarril de Sóller
L'Estació del ferrocarril de Sóller és operada per la companyia privada Ferrocarril de Sóller SA. Utilitza el ferrocarril de la línia Palma-Bunyola-Sóller. El tren de Sóller circula de l'any 1912 ençà. És utilitzat sobretot pels turistes.

### Transports urbans

#### Autobusos urbans
L'empresa de titularitat municipal Empresa Municipal de Transports de Palma de Mallorca (EMT) opera les línies d'autobusos urbans. Aquests autobusos són identificables pel color blau. Fan rutes que uneixen el centre de la ciutat amb les barriades i els suburbis.

#### Taxis
Hi ha una flota de 1246 taxis. Tots són dotats d'aire condicionat i més de la meitat tenen radiotelèfon. Hi ha quatre companyies: Taxis Palma Radio, Ràdio-Taxi Ciutat, Taxi Teléfono i Taxis adaptats per a persones amb mobilitat reduïda. Fins al canvi de color, que es va produir pel Decret Municipal núm. 19985 de 15 d'octubre de 1999, els taxis de Palma feia 50 anys que havien estat del característic color vori i negre. Actualment són de color blanc.

#### Metro
El 25 d'abril de 2007 entrà en servei la primera línia del Metro de Palma, que uneix l'Estació Intermodal-Plaça d'Espanya amb la Universitat de les Illes Balears, passant pel barri de Son Oliva, el Polígon de Son Castelló i el nucli perifèric de Son Sardina. L'any 2013 es posà en marxa la segona línia de metro, aprofitant una part del recorregut de la línia de tren de rodalia de Palma-Manacor, concretament les estacions entre l'Estació Intermodal-Plaça d'Espanya i el nucli de Marratxí.

## Monuments i llocs d'interès

### Monuments religiosos

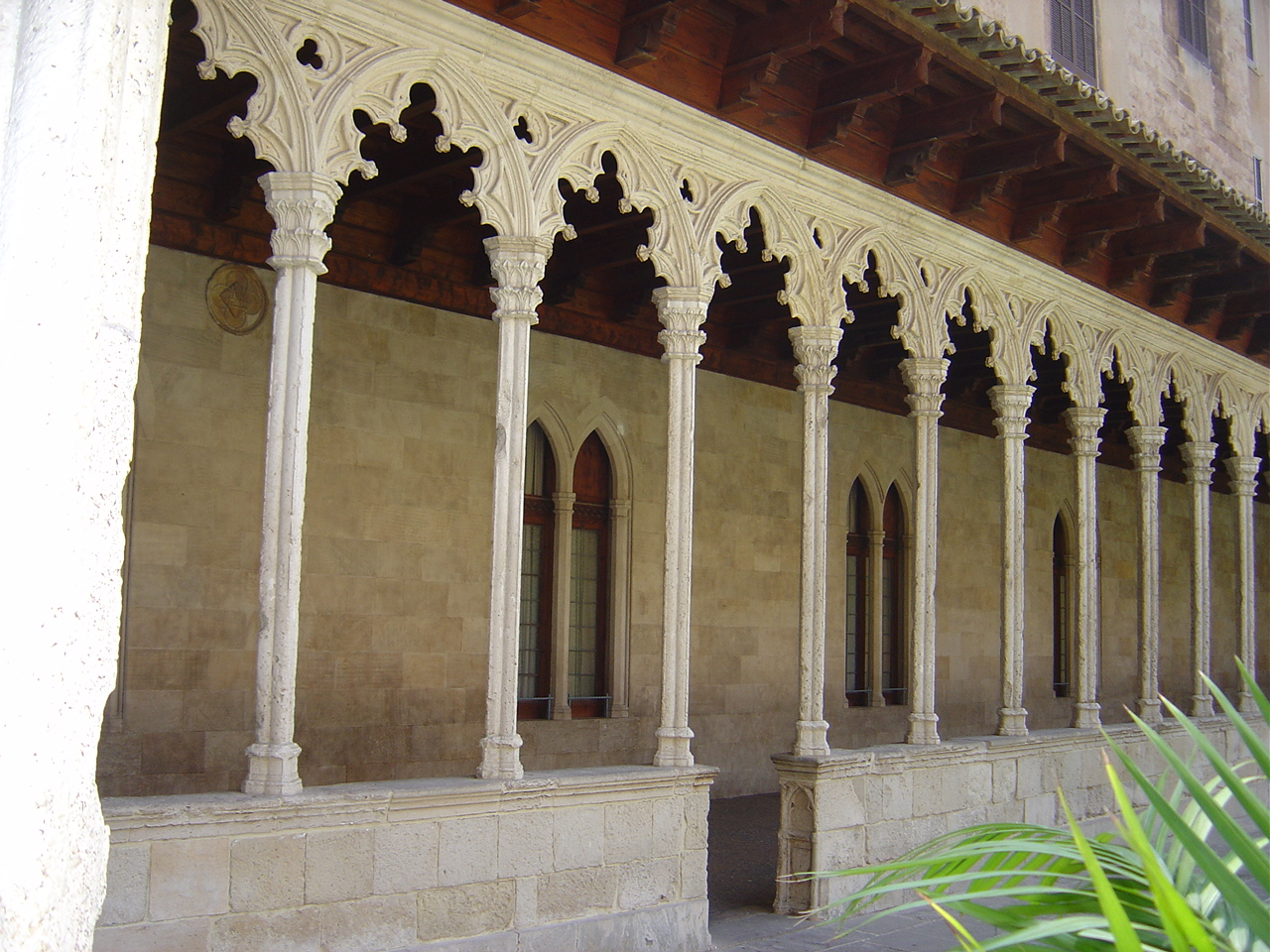
Claustre de Sant Francesc.

- Catedral: popularment coneguda com La Seu, està situada a la vora de la badia de Palma, al costat del parc de Mar. Té la segona nau més alta d'Europa, només superada per la de la Catedral de Beauvais. És famosa pel fet que té una de les rosasses més grans de l'estil gòtic català, la qual arriba a ser denominada localment i erròniament com l'Ull del gòtic, encara que hi ha catedrals amb rosetons més grans.[29]
- Convent de Sant Francesc: el convent de Sant Francesc és un conjunt format per l'església, el claustre i diverses edificacions adossades. La construcció va començar vers el 1280.[30]
- Església de Santa Eulària: l'església de Santa Eulària està situada al centre antic de la ciutat. En aquest temple va ser coronat rei de Mallorca Jaume II, el 12 de setembre de 1276. L'església consta de tres naus, la central de les quals és la més alta, amb dues portes d'accés. El campanar, que data del segle xix, és de gran altitud i el seu capitell és punxegut.[31]
- Església de Sant Miquel: és considerada el temple més antic de Palma, una de les quatre primeres esglésies de la ciutat. És d'estil gòtic i barroc.

### Monuments civils

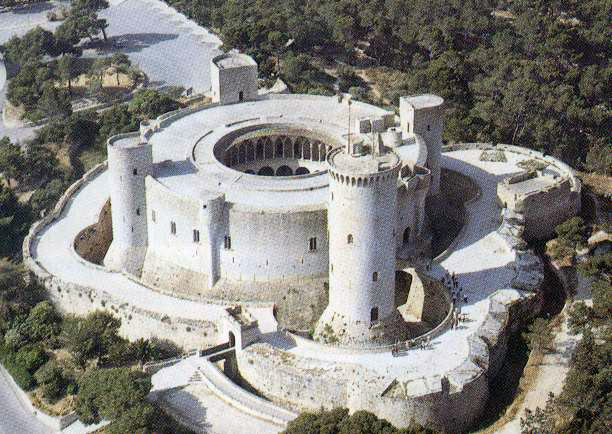
Castell de Bellver

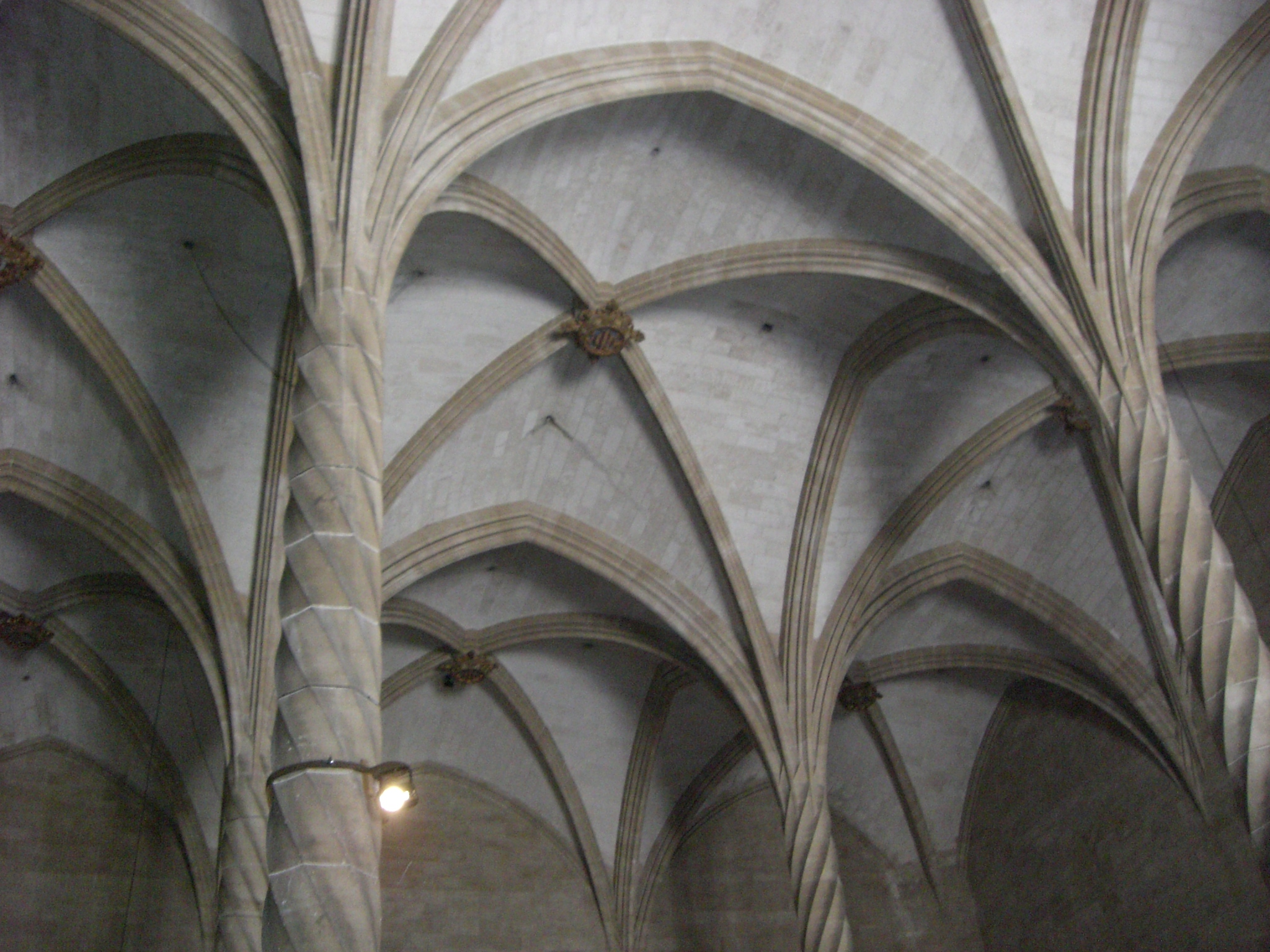
Voltes gòtiques de la Llotja

- Castell de Bellver: és l'únic castell medieval rodó de l'estat espanyol i el primer que va construir-se a Europa, mentre que en el continent només hi ha tres castells de planta circular que daten d'aquesta època.[32]

- Fortalesa de Sant Carles: és un petit castell d'artilleria situat a l'entrada del Port de Palma, construït per a la defensa del mateix port. Actualment es troba dins de la base naval de Portopí, i alberga el Museu Històric Militar de la ciutat.[33]
- Banys àrabs: són un dels pocs vestigis de l'arquitectura musulmana conservats a l'illa. Es tracta d'una sala de superfície quadrada amb 12 columnes que suporten una cúpula amb diverses obertures rodones. Aquesta sala estava destinada als banys calents, i per a això disposava d'un doble sòl amb buits per on circulaven l'aigua calenta i el vapor.[34]

- Palau de l'Almudaina: és el Palau Reial o Alcàsser Reial de la ciutat; i una de les residències de la Família Reial Espanyola, gestionada per l'organisme públic Patrimoni Nacional. Va ser conegut fins a 1309 com la Suda, però va ser reedificat per Jaume II de Mallorca, segons el model de Palau Reial de Perpinyà.[35][36]

- Plaça Major: és una de les principals places de Palma. Va ser edificada durant el segle xix, en el solar fins aleshores ocupat pel Convent de Sant Felip Neri i alguns edificis limítrofs. Hi neixen importants vies del centre de Palma com Sant Miquel o Colom.[37]

- Consolat de Mar: és al passeig Sagrera, al costat del port. Va ser la seu d'una institució homònima juridicomercantil medieval, formada per un prior i diversos cònsols, la jurisdicció de la qual era similar als actuals tribunals mercantils. Actualment és la seu de la Conselleria de Presidència del Govern de les Illes Balears.[38]
- Poble espanyol: fou construït durant els anys 60 per l'arquitecte Fernando Chueca Goitia, al barri de Son Espanyolet. Es va concebre com un poble en què es pretenia reunir les principals característiques dels pobles d'Espanya. Actualment competeix amb el de Barcelona per ser el millor Poble espanyol d'Espanya.[39]
- Llotja: la Llotja de Palma —o, com és coneguda popularment, Sa Llojta— és una de les obres mestres de l'arquitectura gòtica a Mallorca. Va ser construïda per l'arquitecte Guillem Sagrera, entre 1420 i 1452, i va ser la seu del Col·legi de Mercaders.[40]
- Palau March: és un palau situat al centre històric de Palma, al costat de la catedral i l'Almudaina. L'obra va començar el 1939, i va ser inaugurat el 1945. Actualment és un museu d'art que acull la Fundació Bartolomé March, creada el 1975 per Bartolomé March.[41]

- Grand Hotel: és una construcció modernista de l'arquitecte Lluís Domènech i Montaner, acabada el 1903. Actualment ha estat reconvertit en la seu del Caixa Fòrum Palma.[37][42]
- Parlament de les Illes Balears: es va construir en 1848 —sobre l'antic emplaçament del convent de les dominiques— i és obra de l'arquitecte Antoni Sureda i Villalonga. En aquella època, era la seu del Cercle Mallorquí (l'actual sala de plens era un saló de ball). De 1983 ençà, és la seu del poder legislatiu de les Illes Balears. Està situat al carrer Conquistador, prop de la catedral.[43]

- Consell Insular de Mallorca: l'edifici del Consell Insular de Mallorca va ser construït per allotjar-hi l'antiga Diputació Provincial. Aquesta construcció, que va ser encarregada a l'arquitecte Joaquín Pavía, va suposar la remodelació total de l'edifici de l'antiga presó de la ciutat.[44]

- Ajuntament: l'Ajuntament o Casa consistorial de Palma és l'edifici on se situa la màxima institució del municipi, i està situat a la Plaça de Cort.[37]

Al centre de Palma es concentra un gran nombre de cases senyorials, propietat de les famílies nobiliàries de l'illa, com els Sureda, els Verí, els Cotoner i els Olesa. Les més espectaculars gaudeixen de la protecció de Bé d'Interés Cultural, com Can Solleric, Can Berga, Can Catlar, Can Vivot i Can Olesa. Tot i que qualque família empobrida ja s'havia començat a desfer de les seves propietats a final del segle xix (una branca dels Togores vengué el pati de Can Aiamans a l'antiquari Josep Costa Ferrer, que el revengué al magnat americà William Randolph Hearst, qui se l'endugué als Estats Units), fins passada la meitat del segle xx aquestes cases es mantengueren, generalment, com a residència habitual dels seus propietaris, però a partir de l'aperturisme dels anys seixanta i setanta començaren un lent procés d'abandonament i degradació, i n'hi hagué que foren adquirides per l'administració i passaren a ser edificis públics (Can Solleric, Can Berga, Can Balaguer). Posteriorment, ja dins el segle xxi, les famílies començaren a vendre aquestes propietats a estrangers, i actualment només unes quantes cases mantenen el seu propietari històric (com ara Can Vivot).

## Cultura

### Festes i tradicions
El patró principal de la ciutat és Sant Sebastià, que se celebra dia 20 de gener, en general amb una nit de concerts de carrer per tota la ciutat.
La Setmana Santa a Palma se celebra amb processons de Diumenge del Ram a Divendres Sant, i destaca la participació del Crist de la Sang, la processó del qual se celebra Dijous Sant d'ençà del segle xvi. D'ençà dels seus inicis, surt de l'Església de la Sang, i des de fa pocs anys acaba a la Seu.
La diada nacional de Mallorca se celebra a la ciutat el dia 31 de desembre, i és un homenatge al Rei en Jaume i la Conquista, que es commemoren amb una missa i la lectura d'un poema de Pere Penya, La Colcada, que narra l'antiga grandesa de la festa.

### Espais de cultura
El principal teatre de la ciutat és el Teatre Principal, inaugurat el 1857 i propietat del Consell de Mallorca. L'Auditòrium, de titularitat privada, fou inaugurat el 1969; i el Teatre Municipal, el 1965. Altres teatres són el Teatre Municipal Xesc Forteza, el Teatre del Mar i el Teatre Sans.
Palma també és la seu dels museus principals de Mallorca: el Museu de Mallorca i el Museu Diocesà. Al Castell de Bellver hi ha el Museu d'Història de la ciutat; i a Cala Major hi ha la Fundació Miró, un espai de cultura i d'exposicions que és un centre de difusió artístic i cultural de la ciutat, instal·lat a Son Abrines, antiga residència de Miró. Del Consell també depèn el Museu Kreković, destinat a mostrar l'obra donada pel pintor Kristian Kreković; mentre que el Centre d'Art Contemporani del Baluard de Sant Pere és de titularitat privada, està situat dalt d'un bastió de la murada i fou restaurat el 2004. Can Marquès, Can Rutlan i Can Solleric, al centre de la ciutat, són antigues cases senyorials convertides en centre d'exposicions i d'art contemporani. El llegat dels March també ha deixat espais d'art i de cultura: la Fundació Joan March gestiona un museu d'art contemporani al carrer de Sant Miquel, mentre que la fundació del seu fill gestiona un altre museu, amb una col·lecció d'art i una biblioteca, situats al Palau March.
L'antiga biblioteca de la Diputació és l'actual Biblioteca de Can Sales, una de les més importants de la ciutat. Entre les biblioteques municipals, destaca la de Cort, situada al mateix edifici de la Sala; i al Monestir de la Real hi ha la Biblioteca Balear, especialitzada en temes balears. Pel que fa a arxius, a la Seu hi ha l'Arxiu Capitular de Mallorca; a Can Bordils, l'Arxiu Municipal; i l'Arxiu General del Consell de Mallorca es troba al Polígon de Llevant. Però el més important de tots és l'Arxiu del Regne de Mallorca, que conté una enorme quantitat de documents de la majoria d'institucions històriques de l'antic Regne.
Pel que fa a l'ensenyament i la formació cultural, històricament la principal institució mallorquina de caràcter acadèmic fou l'Estudi General Lul·lià, assimilable a una universitat moderna; desaparegut el segle xix, fou refundat el 1951 i actualment funciona com a centre especialitzat en l'ensenyament de castellà com a llengua estrangera, però també promou congressos i col·loquis de caràcter acadèmic i dona suport a entitats culturals diverses. D'ençà de 1978, hi ha la Universitat de les Illes Balears, que també té la seu a la ciutat. Altres centres d'ensenyament i recerca amb seu a Palma són la Societat Arqueològica Lul·liana, l'Acadèmia de Belles Arts de Sant Sebastià, el Cercle de Belles Arts, l'Escola Superior d'Art Dramàtic de les Illes Balears o el Conservatori Superior de Música de les Illes Balears. D'altra banda, l'IES Ramon Llull és l'Institut d'Educació Secundària de referència de la ciutat, perquè primer era l'únic institut públic de l'illa, llavors anomenat Institut Balear.

### Llengua
Com a tota l'illa, la llengua de la ciutat de Mallorca és el català. El parlar tradicional de Palma es caracteritza sobretot socialment, per tal com s'erigeix com un parlar urbà contraposat al parlar forà de la resta de mallorquins, de manera que la identitat urbana palmesana es manifesta amb un seguit de trets dialectals la majoria dels quals no són exclusius de la ciutat. De tota manera, el palmesà (i molt menys el forà) no constitueix un parlar homogeni; a més, diversos factors n'han avançat la castellanització i n'han diluït els trets propis, per bé que encara són palpables tant pels forans com pels mateixos palmesans.

### Arquitectura i patrimoni urbà
Més enllà d'edificis particulars, dels quals romanen poques restes ben conservades, la principal herència islàmica de Palma és el traçat urbà de la ciutat antiga, ple de carrers sinuosos que en remunten els orígens a un mil·lenni enrere i de gran valor patrimonial. El sistema de síquies pel reg de l'Horta d'Amunt i l'abastiment d'aigua de la ciutat —procedent de les fonts de la Vila, d'en Baster i de Mestre Pere— també és d'origen islàmic i molt valuós històricament i etnològica.
El llinatge de Barcelona deixà un fort llegat a la ciutat, pel que fa a edificis monumentals representants del gòtic català a Mallorca. En destaquen el Castell de Bellver, la Seu, la Llonja i altres esglésies més monumentals com Sant Francesc o Santa Eulàlia.
Dels períodes de recobrament de les formes clàssiques (segles xvi a xviii) destaca la contribució amb una gran quantitat de cases senyorials d'estil italianitzant, caracteritzades per una distribució entorn d'una gran entrada que condueix al primer estatge per una escala monumental. Les entrades d'aquestes cases, moltes de les quals tenen un origen gòtic, sovint són realment monumentals, car eren el mitjà d'expressió del poder de les famílies que hi habitaven; i tenien un paper com a espai semipúblic en el qual s'esdevenien relacions socials com ara converses i discussions, xafardejos, festejos, jocs infantils, rebudes o comunicacions familiars i fins i tot la venda de productes.

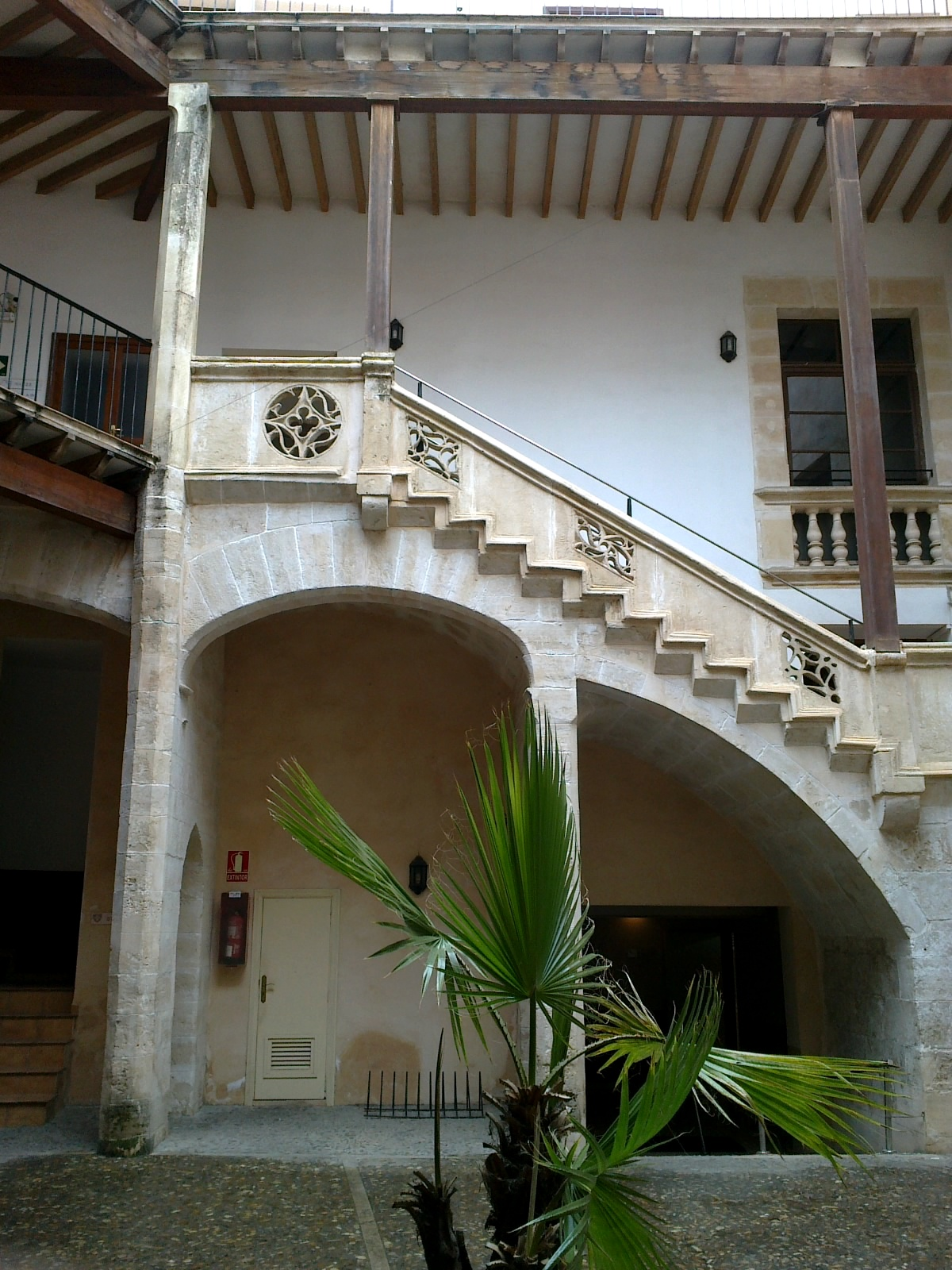
Cal Comte de la Cova (segle xv)
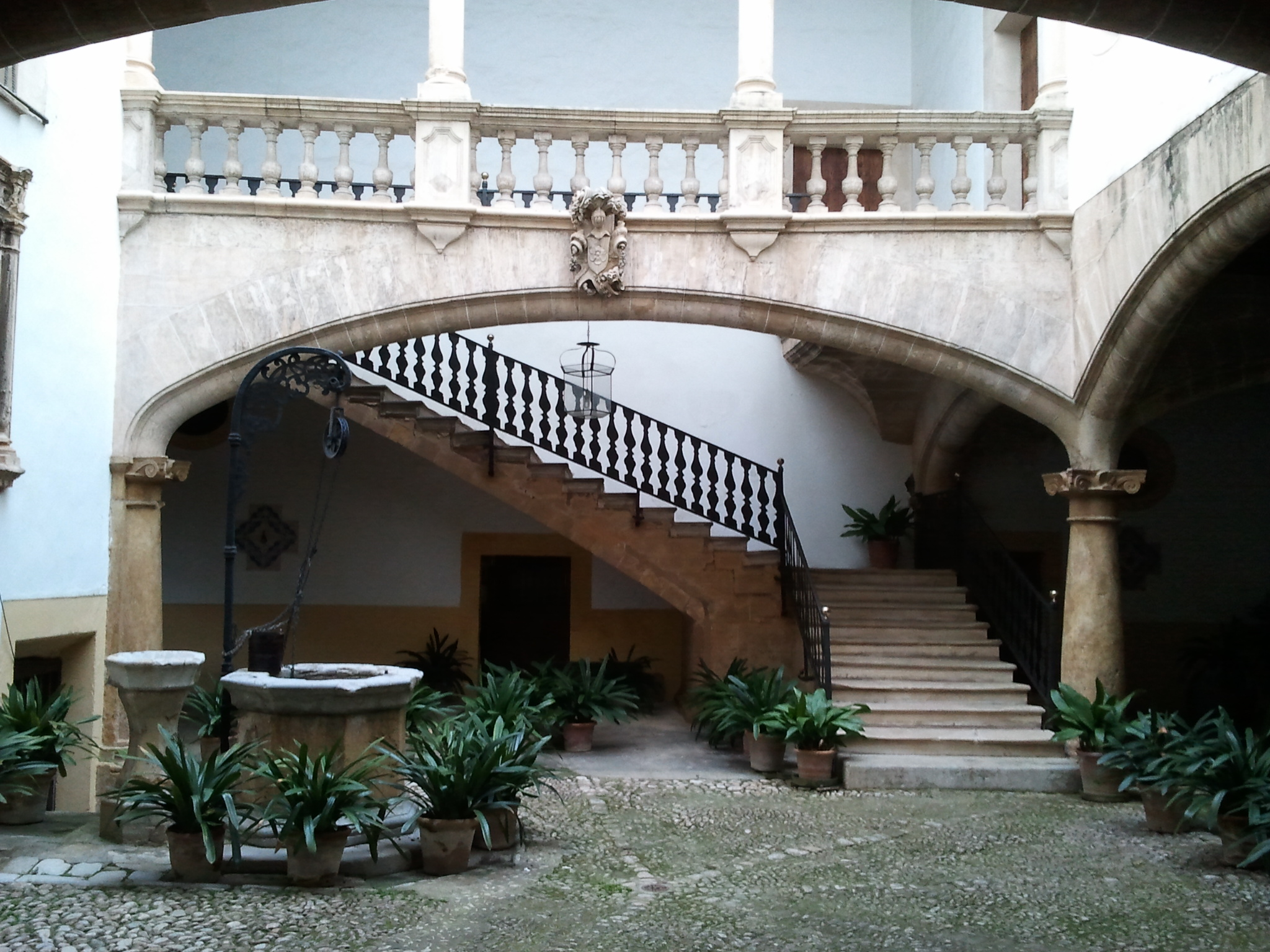
Can Olesa (segle xvii)
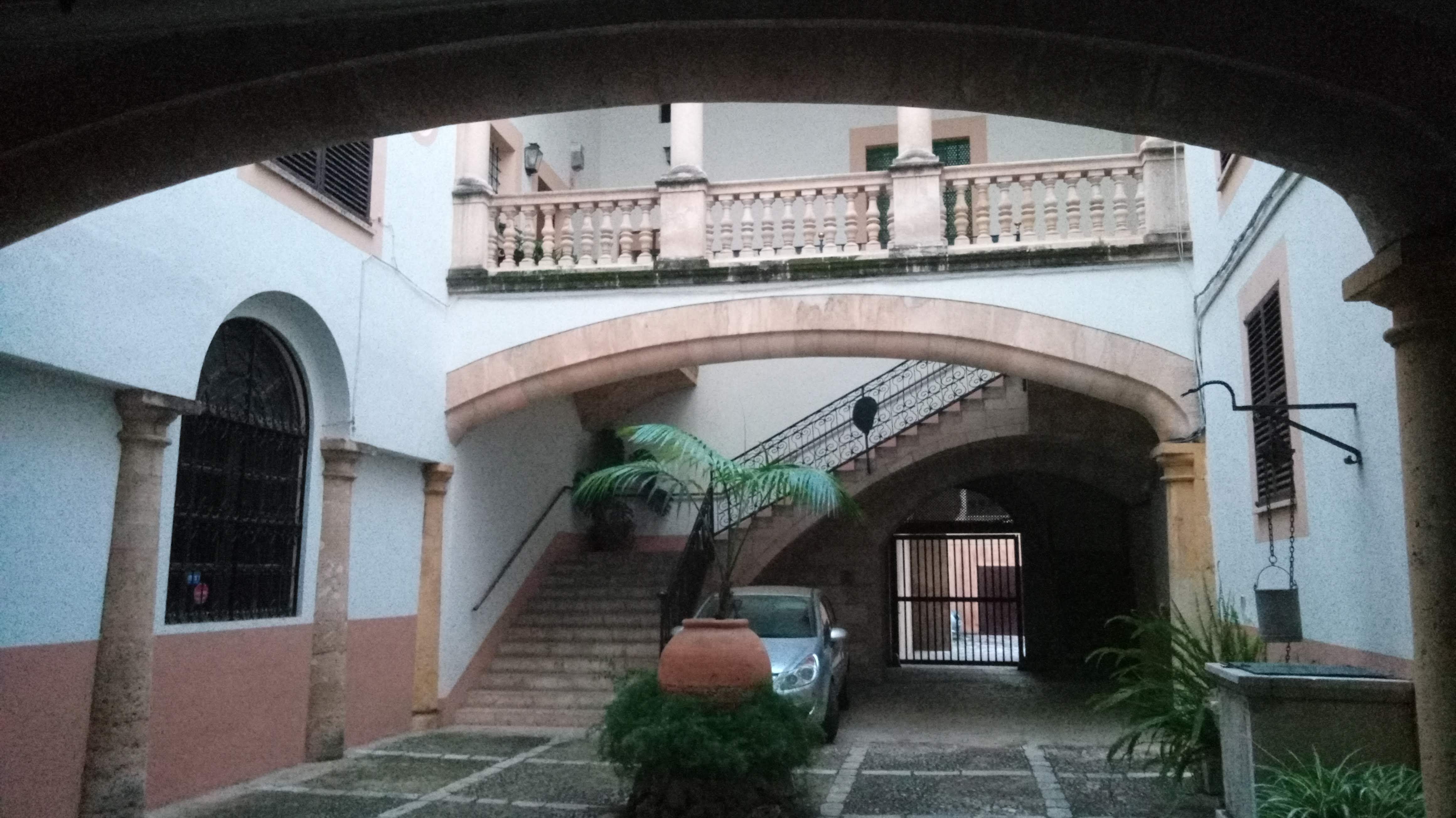
Can Puig (segle xvii)
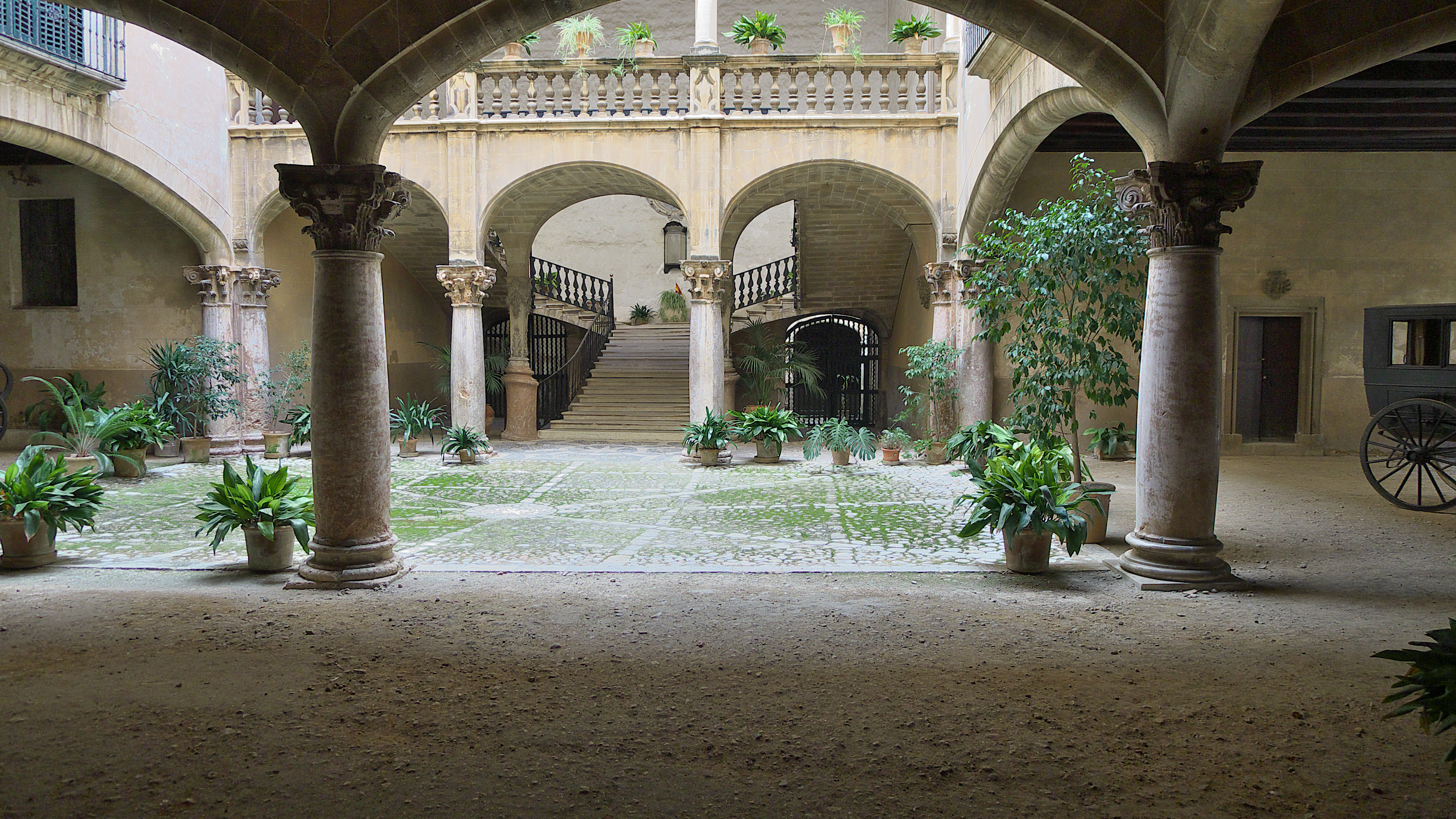
Can Vivot (segle xviii)
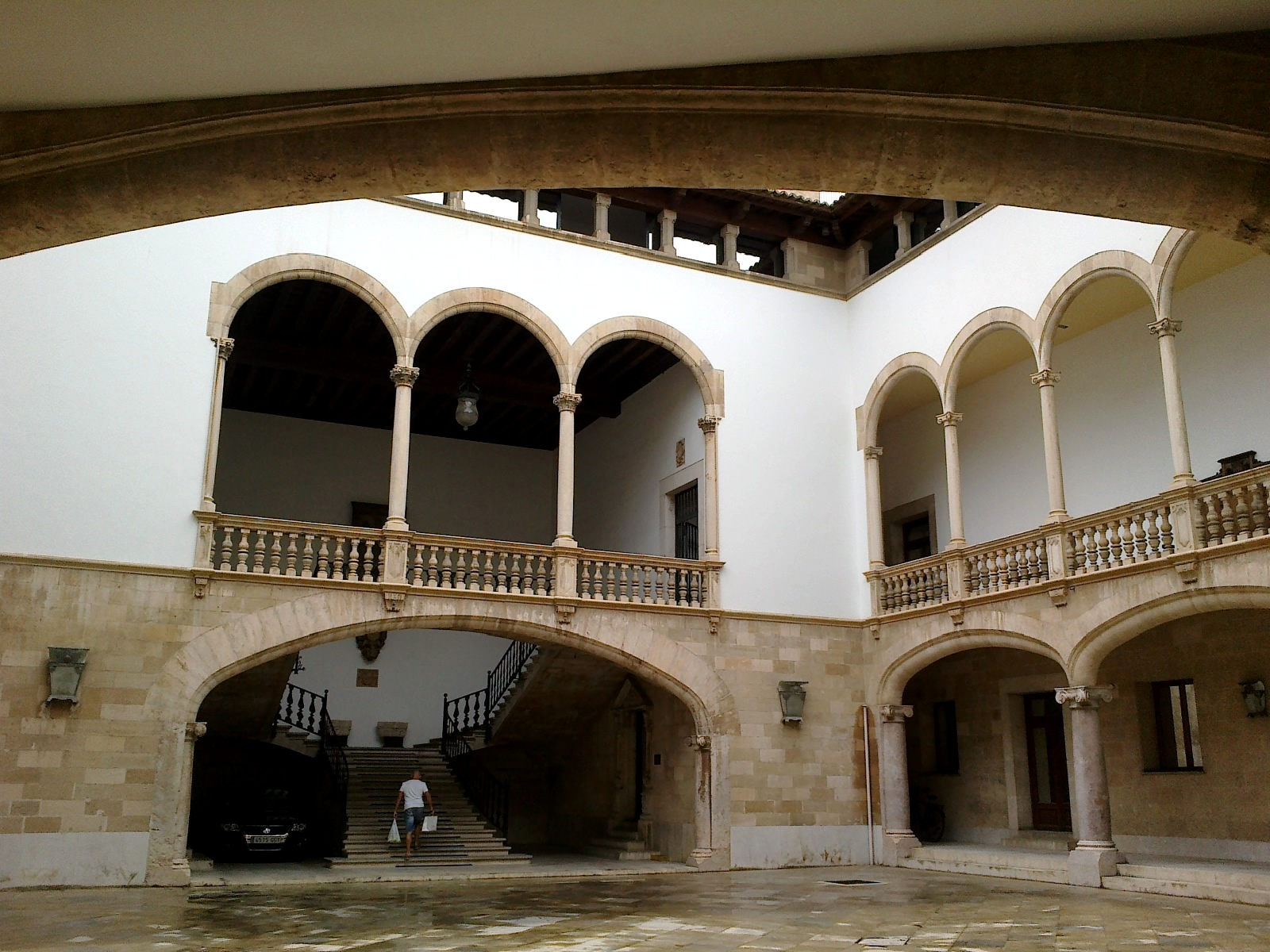
Can Berga (segle xviii)

### Esports
En futbol, el principal club de la ciutat (i de l'illa) és el RCD Mallorca, que juga al camp municipal de Son Moix, el qual manté una forta rivalitat amb l'Atlètic Balears, que juga a l'Estadi Balear. La resta de clubs són d'àmbit de barri, com ara l'Independent del Camp Redó. L'equip de la barriada del Coll d'en Rabassa, la UE Collera, ha assolit la primera categoria del futbol femení, en la qual ha militat cinc anys. Entre les instal·lacions futbolístiques de la ciutat, destaca la Ciutat Esportiva de Son Bibiloni, propietat del RCD Mallorca.
En bàsquet, l'equip més rellevant de la ciutat és el CB Sant Agustí, fundat el 2007 per fusió de dos altres equips, que actualment competeix a la LEB Oro i juga a les instal·lacions municipals de Son Moix. Per altra banda, el CB Alcúdia es traslladà durant una temporada a Palma, on disputava els partits de la categoria LEB Oro al Palma Arena, amb el nom de Palma Aqua Màgica; però el club no ha tornat a jugar mai a la capital.
En ciclisme, destacà la societat Veloç Sport Balear, desapareguda el 2018 però transcendent sobretot durant la primera meitat del segle xx, capdavantera del ciclisme a l'illa però també pionera en molts altres esports, entre els quals el futbol, el qual fou introduït a l'illa per aquesta societat. Era propietària del Velòdrom de Tirador, un dels primers de Mallorca i el més antic que es conserva a l'Estat, actualment en procés de rehabilitació pel seu valor històric. Actualment, les principals instal·lacions ciclistes de la ciutat són el Velòdrom de Son Moix i el Velòdrom Illes Balears (abans dit Palma Arena).
En natació, destaca el Club Natació Palma, que tenia la seu a l'Aigua Dolça i que actualment es troba a la piscina municipal del Camp Redó. També ha tengut seu a les piscines municipals de Son Hugo i de Son Moix.
En vòlei, destacà el CV Son Amar, que fou punter en àmbit estatal els anys vuitanta però acabà per desaparèixer. El CV Pòrtol, del terme de Marratxí, competí al Poliesportiu de Son Moix, on també competeix el CV Palma d'ençà que fou fundat el 2013. En futbol sala, el Palma Futsal és un dels equips punters de tot l'estat; fou fundat a Manacor el 1998 i entre el 2010 i el 2014 efectuà el trasllat a Palma. A la ciutat també hi ha un club de futbol americà, el Mallorca Voltors, que entrena a les instal·lacions de Son Moix. En fi, també compta amb un equip de hoquei línia, l'Espanya HC, que és l'equip amb més títols d'àmbit estatal de tota l'illa en qualsevol disciplina esportiva.
Pel que fa a les instal·lacions esportives, a més de les esmentades, destaca el Palau Municipal d'Esports de Son Moix, amb pistes de bàsquet, futbol sala, vòlei, tenis, piscines i un camp de futbol de gespa artificial; a més dels esmentats Estadi i Velòdrom de Son Moix. També hi ha l'Hipòdrom de Son Pardo i els poliesportius municipals Antoni Servera (l'Arenal), Germans Escales (el Rafal), Margalida Crespí (Son Ferriol), Rudy Fernàndez (Gènova), Xavi Torres (Sant Jordi), de l'Estel (Centre) i de Son Roca. El camp de futbol de l'Antoniana és el més antic de la ciutat, després que fossin enderrocats els de Son Canals i del Fortí. Per altra banda, el Port de Palma compta amb un port esportiu amb diversos clubs nàutics, entre els quals destaca el Reial Club Nàutic de Palma. A més, també es troben al terme de Palma els clubs nàutics de Cala Nova, el Molinar, Cala Gamba, Can Pastilla i l'Arenal.
A Palma s'han disputat campionats esportius de primer nivell, com ara el Campionat del món de ciclisme en pista de 2007, el Campionat del Món de natació en piscina curta de 1993, el Gran Premi de les Nacions 1992, el Campionat Mundial de Bàsquet Sub-19, la Universíada de 1999 o els partits del Grup C del Campionat d'Europa de bàsquet masculí de 2007.

## Palmesans i palmesanes il·lustres
Categoria principal: Palmesans

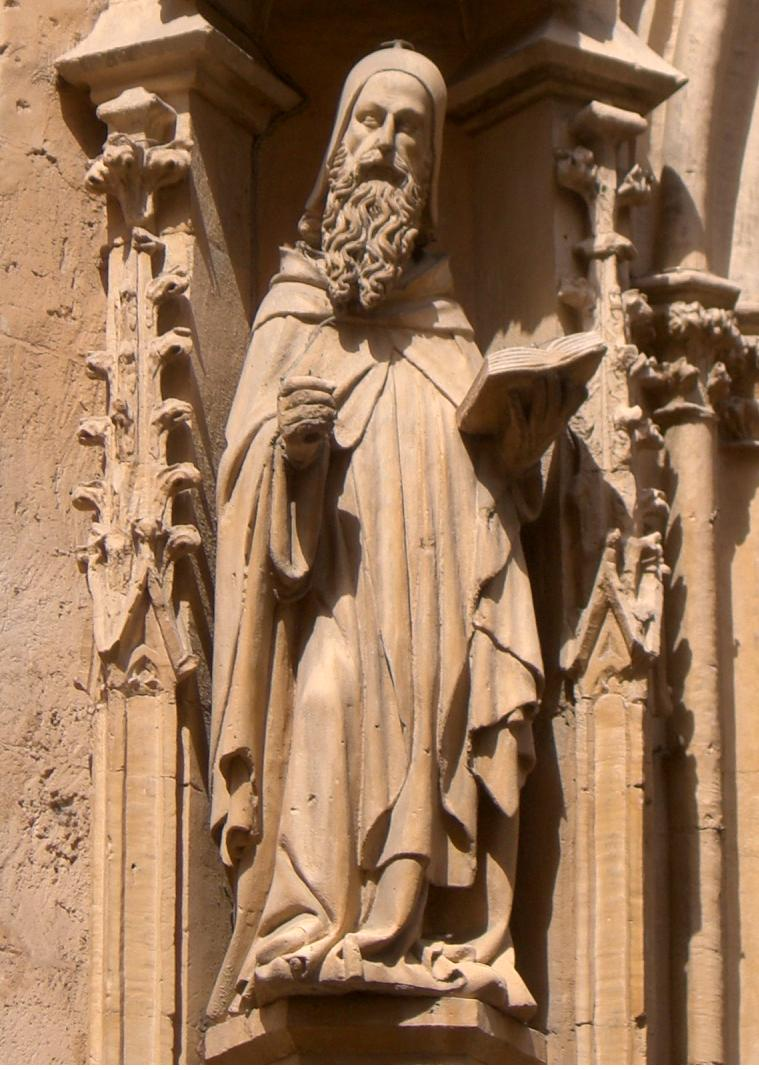
Escultura de Ramon Llull al portal de l'església de Sant Miquel.

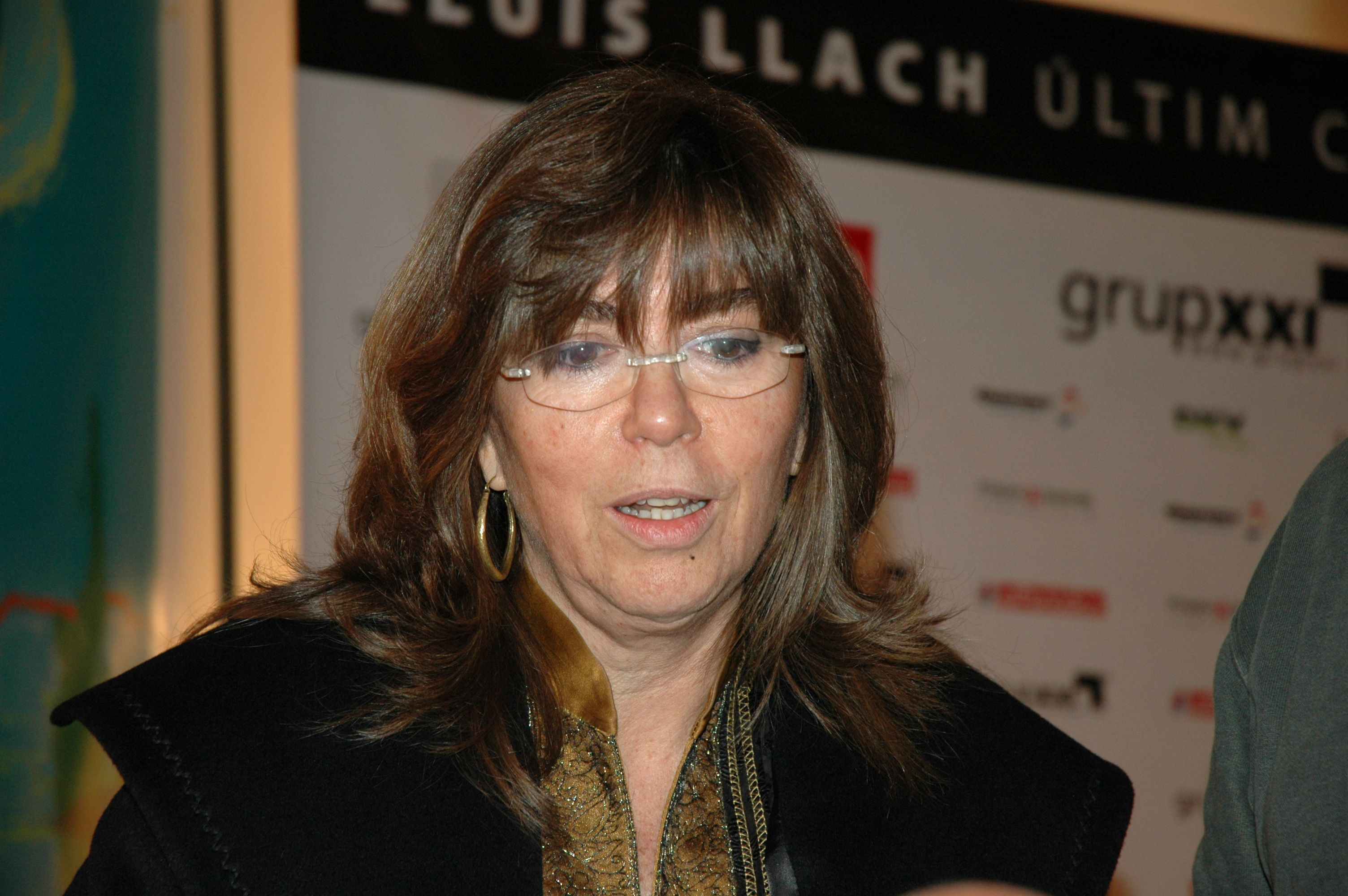
Maria del Mar Bonet.

Han nascut a la ciutat els següents personatges:
- Ramon Llull, filòsof i escriptor
- Anselm Turmeda, escriptor
- Jafudà Cresques, cartògraf
- Abraham Cresques, cartògraf
- Valerià Weyler, militar
- Antoni Barceló, capità de marina
- Joan Fuster Bonnin, pintor
- Antoni Maura Montaner, polític
- Llorenç Villalonga, escriptor
- Carme Riera Guilera, escriptora
- Joan Torrendell, escriptor, periodista
- Joan Alcover i Maspons, poeta
- Gabriel Alomar i Villalonga, escriptor i polític
- Marià Aguiló i Fuster, escriptor i filòleg
- Bartomeu Rosselló-Pòrcel, poeta
- Joan Crespí Fiol, missioner franciscà i explorador al sud-oest nord-americà
- Miquel Ferrà i Juan, poeta, crític, traductor
- Ferran Valentí, llatinista, diplomàtic, traductor
- Tomàs Forteza i Cortès, poeta i filòleg
- Jeroni Rosselló, poeta i editor de textos
- Josep Maria Llompart de la Peña, crític i poeta
- Gabriel Llompart i Moragues, historiador, folklorista
- Josep Massot i Muntaner, historiador
- Lluís Martí i Ximenis, polític
- Margalida Llobera Llompart, actriu
- Emili Darder i Cànaves, polític
- Joan Maria Thomàs, músic
- Arnau Descós, humanista
- Guillem de Torrella, poeta
- Pere Joan Campins i Barceló, bisbe
- Vicenç Cuyàs i Borés, compositor
- Guillem Rosselló Bordoy, historiador (1932)
- Joan Miquel Oliver Ripoll, escriptor, cantant, guitarrista i membre d'Antònia Font
- Joan Ramon Bonet Verdaguer, fotògraf professional (1944)
- Maria del Mar Bonet, cantautora (1947)
- Raphel Pherrer, artista polifacètic (1955)
- Gaspar Valero Martí, historiador (1958)
- Jaume Anglada, cantant i presentador (1972)
- Rafael Jaume Mulet poeta, periodista i crític d'art (1928-1983)

## Agermanaments
- Des de 2009 està agermanada amb Mar de Plata.[56]